# Mistrzostwa Ameryki Północnej, Środkowej i Karaibów w Piłce Siatkowej Mężczyzn 2023
Mistrzostwa Ameryki Północnej, Środkowej i Karaibów w Piłce Siatkowej Mężczyzn 2023 - 28. edycja mistrzostw rozegrana w dniach 5 września – 10 września 2023 roku w amerykańskim mieście Charleston. W rozgrywkach wystartowało 7 reprezentacji narodowych.
Turniej pełnił dodatkową rolę kwalifikacji do Mistrzostw Świata 2025.

## Drużyny uczestniczące
| Grupa A    | Grupa B           |
| ---------- | ----------------- |
| Dominikana | Kuba              |
| Kanada     | Portoryko         |
| Meksyk     | Stany Zjednoczone |
|            | Surinam           |

## System rozgrywek[1]
Na początku została rozegrana faza grupowa, mecze w systemie kołowym, „każdy z każdym”. Zwycięzcy grup uzyskali bezpośredni awans do półfinałów. Drużyny z 2. i 3. miejsc w grupach utworzyły pary ćwierćfinałowe. Zwycięzcy ćwierćfinałów trafili do półfinałów głównej rywalizacji, natomiast przegrani zmierzyli się ze sobą w meczu o 5. miejsce w końcowej klasyfikacji. Przegrany tego meczu zagrał spotkanie o 6. miejsce z drużyną, która zajęła 4. miejsce w grupie B. Mecz o 3. miejsce rozegrali przegrani półfinałów, natomiast finał - zwycięzcy półfinałów.
Mistrz, Wicemistrz i brązowy medalista Mistrzostw NORCECA otrzymali kwalifikację na Mistrzostwa Świata 2025.

### Punktacja
- Wynik: 3:0; zwycięzca - 5 pkt, przegrany - 0 pkt
- Wynik: 3:1; zwycięzca - 4 pkt, przegrany - 1 pkt
- Wynik: 3:2; zwycięzca - 3 pkt, przegrany - 2 pkt

## Faza grupowa
awans do półfinałów
     awans do ćwierćfinałów
     rywalizacja o miejsca 6-7.

### Grupa A
| Lp. | Drużyna    | Mecze | Mecze | Mecze | Pkt | Małe punkty | Małe punkty | Małe punkty | Sety | Sety | Sety  |
| Lp. | Drużyna    | M     | W     | P     | Pkt | zdob.       | str.        | ratio       | wyg. | prz. | ratio |
| --- | ---------- | ----- | ----- | ----- | --- | ----------- | ----------- | ----------- | ---- | ---- | ----- |
| 1   | Kanada     | 2     | 2     | 0     | 10  | 150         | 87          | 1.724       | 6    | 0    | MAX   |
| 2   | Dominikana | 2     | 1     | 1     | 5   | 106         | 138         | 0.768       | 3    | 3    | 1.000 |
| 3   | Meksyk     | 2     | 0     | 2     | 0   | 119         | 150         | 0.793       | 0    | 6    | 0.000 |

Źródło: norceca.org
Punktacja: 3:0 – 5 pkt, 3:1 – 4 pkt, 3:2 – 3 pkt, 2:3 – 2 pkt, 1:3 – 1 pkt, 0:3 – 0 pkt
Zasady ustalania kolejności: 1. liczba zwycięstw, 2. liczba punktów, 3. stosunek małych punktów, 4. stosunek setów, 5. bilans w bezpośrednich meczach
| Data  | Godz. | Drużyna 1  | Wynik | Drużyna 2  | 1     | 2     | 3     | 4 | 5 | Widzów | * |
| ----- | ----- | ---------- | ----- | ---------- | ----- | ----- | ----- | - | - | ------ | - |
| 05.09 | 15:00 | Kanada     | 3:0   | Dominikana | 25:11 | 25:8  | 25:12 |   |   | 200    | 1 |
| 06.09 | 17:00 | Kanada     | 3:0   | Meksyk     | 25:18 | 25:18 | 25:20 |   |   | 200    | 5 |
| 07.09 | 17:00 | Dominikana | 3:0   | Meksyk     | 25:21 | 25:21 | 25:21 |   |   | 150    | 8 |

### Grupa B
| Lp. | Drużyna           | Mecze | Mecze | Mecze | Pkt | Małe punkty | Małe punkty | Małe punkty | Sety | Sety | Sety  |
| Lp. | Drużyna           | M     | W     | P     | Pkt | zdob.       | str.        | ratio       | wyg. | prz. | ratio |
| --- | ----------------- | ----- | ----- | ----- | --- | ----------- | ----------- | ----------- | ---- | ---- | ----- |
| 1   | Stany Zjednoczone | 3     | 3     | 0     | 13  | 261         | 179         | 1.458       | 9    | 2    | 4.500 |
| 2   | Kuba              | 3     | 2     | 1     | 12  | 252         | 219         | 1.151       | 8    | 3    | 2.667 |
| 3   | Portoryko         | 3     | 1     | 2     | 5   | 174         | 208         | 0.837       | 3    | 6    | 0.500 |
| 4   | Surinam           | 3     | 0     | 3     | 0   | 144         | 225         | 0.640       | 0    | 9    | 0.000 |

Źródło: norceca.org
Punktacja: 3:0 – 5 pkt, 3:1 – 4 pkt, 3:2 – 3 pkt, 2:3 – 2 pkt, 1:3 – 1 pkt, 0:3 – 0 pkt
Zasady ustalania kolejności: 1. liczba zwycięstw, 2. liczba punktów, 3. stosunek małych punktów, 4. stosunek setów, 5. bilans w bezpośrednich meczach
| Data  | Godz. | Drużyna 1         | Wynik | Drużyna 2         | 1     | 2     | 3     | 4     | 5     | Widzów | * |
| ----- | ----- | ----------------- | ----- | ----------------- | ----- | ----- | ----- | ----- | ----- | ------ | - |
| 05.09 | 17:00 | Kuba              | 3:0   | Portoryko         | 25:21 | 25:19 | 25:15 |       |       | 231    | 2 |
| 05.09 | 19:30 | Stany Zjednoczone | 3:0   | Surinam           | 25:14 | 25:9  | 25:10 |       |       | 500    | 3 |
| 06.09 | 15:00 | Surinam           | 0:3   | Kuba              | 11:25 | 19:25 | 23:25 |       |       | 117    | 4 |
| 06.09 | 19:30 | Portoryko         | 0:3   | Stany Zjednoczone | 14:25 | 18:25 | 12:25 |       |       | 312    | 6 |
| 07.09 | 15:00 | Surinam           | 0:3   | Portoryko         | 22:25 | 15:25 | 21:25 |       |       | 117    | 7 |
| 07.09 | 19:30 | Stany Zjednoczone | 3:2   | Kuba              | 25:22 | 25:17 | 24:26 | 22:25 | 15:12 | 416    | 9 |

## Runda finałowa
|  |                   |                   |                   |        |        |                   |                   |                   |            |            |              |                   |                   |                   |                   |                   |           |           |  |  |       |       |       |
|  | Mecz o 6. miejsce | Mecz o 6. miejsce | Mecz o 6. miejsce |        |        | Mecz o 5. miejsce | Mecz o 5. miejsce | Mecz o 5. miejsce |            |            | Ćwierćfinały | Ćwierćfinały      | Ćwierćfinały      |                   |                   | Półfinały         | Półfinały | Półfinały |  |  | Finał | Finał | Finał |
|  | Mecz o 6. miejsce | Mecz o 6. miejsce | Mecz o 6. miejsce |        |        | Mecz o 5. miejsce | Mecz o 5. miejsce | Mecz o 5. miejsce |            |            | Ćwierćfinały | Ćwierćfinały      | Ćwierćfinały      |                   |                   | Półfinały         | Półfinały | Półfinały |  |  | Finał | Finał | Finał |
|  |                   |                   |                   |        |        |                   |                   |                   |            |            |              |                   |                   |                   |                   |                   |           |           |  |  |       |       |       |
|  |                   |                   |                   |        |        |                   |                   |                   |            |            |              |                   |                   |                   |                   |                   |           |           |  |  |       |       |       |
|  |                   |                   |                   | Kanada | Kanada | 3                 |                   |                   |            |            |              |                   |                   |                   |                   |                   |           |           |  |  |       |       |       |
|  |                   |                   |                   | Kanada | Kanada | 3                 |                   |                   |            |            |              |                   |                   |                   |                   |                   |           |           |  |  |       |       |       |
|  | Kuba              | Kuba              | 3                 |        |        | Kuba              | Kuba              | 2                 |            |            |              |                   |                   |                   |                   |                   |           |           |  |  |       |       |       |
|  | Kuba              | Kuba              | 3                 |        |        |                   |                   |                   |            |            |              |                   |                   |                   |                   |                   |           |           |  |  |       |       |       |
|  |                   |                   | Meksyk            | Meksyk | 0      |                   |                   |                   |            |            | Kanada       | Kanada            | 0                 |                   |                   |                   |           |           |  |  |       |       |       |
|  |                   |                   |                   | Meksyk | 0      |                   |                   |                   |            |            | Kanada       | Kanada            | 0                 |                   |                   |                   |           |           |  |  |       |       |       |
|  |                   |                   |                   | Meksyk | Meksyk | 3                 |                   |                   |            |            |              | Stany Zjednoczone | Stany Zjednoczone | 3                 |                   |                   |           |           |  |  |       |       |       |
|  |                   |                   |                   |        |        | 3                 |                   |                   |            |            |              | Stany Zjednoczone | Stany Zjednoczone | 3                 |                   |                   |           |           |  |  |       |       |       |
|  | Portoryko         | Portoryko         | 3                 |        |        | Portoryko         | Portoryko         | 1                 |            |            |              |                   |                   | Stany Zjednoczone | Stany Zjednoczone | 3                 |           |           |  |  |       |       |       |
|  | Portoryko         | Portoryko         | 3                 |        |        | Portoryko         | Portoryko         | 1                 |            |            |              |                   |                   | Stany Zjednoczone | Stany Zjednoczone | 3                 |           |           |  |  |       |       |       |
|  | Surinam           | Surinam           | 1                 |        |        |                   |                   |                   | Dominikana | Dominikana | 3            |                   |                   | Dominikana        | Dominikana        | 0                 |           |           |  |  |       |       |       |
|  | Surinam           | Surinam           | 1                 |        |        |                   |                   |                   | Dominikana | Dominikana | 3            |                   |                   | Dominikana        | Dominikana        | 0                 |           |           |  |  |       |       |       |
|  |                   |                   |                   |        |        | Portoryko         | Portoryko         | 0                 |            |            |              |                   |                   | Mecz o 3. miejsce | Mecz o 3. miejsce | Mecz o 3. miejsce |           |           |  |  |       |       |       |
|  |                   |                   |                   |        |        | Portoryko         | Portoryko         | 0                 |            |            |              |                   |                   | Mecz o 3. miejsce | Mecz o 3. miejsce | Mecz o 3. miejsce |           |           |  |  |       |       |       |
|  |                   |                   |                   |        |        |                   |                   |                   |            |            |              |                   |                   |                   |                   |                   |           |           |  |  |       |       |       |
|  |                   |                   |                   |        |        |                   |                   |                   |            |            |              |                   |                   |                   |                   |                   |           |           |  |  |       |       |       |
|  | Kuba              | Kuba              | 3                 |        |        |                   |                   |                   |            |            |              |                   |                   |                   |                   |                   |           |           |  |  |       |       |       |
|  | Kuba              | Kuba              | 3                 |        |        |                   |                   |                   |            |            |              |                   |                   |                   |                   |                   |           |           |  |  |       |       |       |
|  | Dominikana        | Dominikana        | 0                 |        |        |                   |                   |                   |            |            |              |                   |                   |                   |                   |                   |           |           |  |  |       |       |       |
|  | Dominikana        | Dominikana        | 0                 |        |        |                   |                   |                   |            |            |              |                   |                   |                   |                   |                   |           |           |  |  |       |       |       |

### Ćwierćfinały
| Data  | Godz. | Drużyna 1  | Wynik | Drużyna 2 | 1     | 2     | 3     | 4 | 5 | Widzów | *  |
| ----- | ----- | ---------- | ----- | --------- | ----- | ----- | ----- | - | - | ------ | -- |
| 08.09 | 17:00 | Kuba       | 3:0   | Meksyk    | 25:20 | 25:15 | 25:23 |   |   | 219    | 10 |
| 08.09 | 19:30 | Dominikana | 3:0   | Portoryko | 25:19 | 25:21 | 32:30 |   |   | 325    | 11 |

### Mecz o 5. miejsce
| Data  | Godz. | Drużyna 1 | Wynik | Drużyna 2 | 1     | 2     | 3     | 4     | 5 | Widzów | *  |
| ----- | ----- | --------- | ----- | --------- | ----- | ----- | ----- | ----- | - | ------ | -- |
| 09.09 | 15:00 | Meksyk    | 3:1   | Portoryko | 25:22 | 27:29 | 25:20 | 25:20 |   | 521    | 12 |

### Półfinały
| Data  | Godz. | Drużyna 1         | Wynik | Drużyna 2  | 1     | 2     | 3     | 4     | 5     | Widzów | *  |
| ----- | ----- | ----------------- | ----- | ---------- | ----- | ----- | ----- | ----- | ----- | ------ | -- |
| 09.09 | 17:00 | Stany Zjednoczone | 3:0   | Dominikana | 25:22 | 25:12 | 25:14 |       |       | 842    | 14 |
| 09.09 | 19:30 | Kanada            | 3:2   | Kuba       | 18:25 | 25:21 | 25:17 | 24:26 | 15:13 | 578    | 13 |

### Mecz o 6. miejsce
| Data  | Godz. | Drużyna 1 | Wynik | Drużyna 2 | 1     | 2     | 3     | 4     | 5 | Widzów | *  |
| ----- | ----- | --------- | ----- | --------- | ----- | ----- | ----- | ----- | - | ------ | -- |
| 10.09 | 15:00 | Portoryko | 3:1   | Surinam   | 25:11 | 21:25 | 25:19 | 25:14 |   | 272    | 15 |

### Mecz o 3. miejsce
| Data  | Godz. | Drużyna 1 | Wynik | Drużyna 2  | 1     | 2     | 3     | 4 | 5 | Widzów | *  |
| ----- | ----- | --------- | ----- | ---------- | ----- | ----- | ----- | - | - | ------ | -- |
| 10.09 | 17:00 | Kuba      | 3:0   | Dominikana | 25:15 | 25:14 | 25:16 |   |   | 807    | 16 |

### Finał
| Data  | Godz. | Drużyna 1 | Wynik | Drużyna 2         | 1     | 2     | 3     | 4 | 5 | Widzów | *  |
| ----- | ----- | --------- | ----- | ----------------- | ----- | ----- | ----- | - | - | ------ | -- |
| 10.09 | 19:30 | Kanada    | 0:3   | Stany Zjednoczone | 20:25 | 14:25 | 22:25 |   |   | 1127   | 17 |

| MISTRZ AMERYKI PÓŁNOCNEJ, ŚRODKOWEJ I KARAIBÓW 2023                         |
| --------------------------------------------------------------------------- |
| STANY ZJEDNOCZONE 10. TYTUŁ MISTRZA AMERYKI PÓŁNOCNEJ, ŚRODKOWEJ I KARAIBÓW |

## Klasyfikacja końcowa
| Miejsce | Zespół            | Uwagi                            |
| ------- | ----------------- | -------------------------------- |
|         | Stany Zjednoczone | Awans na Mistrzostwa Świata 2025 |
|         | Kanada            | Awans na Mistrzostwa Świata 2025 |
|         | Kuba              | Awans na Mistrzostwa Świata 2025 |
| 4.      | Dominikana        |                                  |
| 5.      | Meksyk            |                                  |
| 6.      | Portoryko         |                                  |
| 7.      | Surinam           |                                  |

## Nagrody indywidualne
| MVP                   | Najlepszy punktujący   | Najlepsi środkowi                  | Najlepszy atakujący | Najlepsi skrzydłowi           |
| --------------------- | ---------------------- | ---------------------------------- | ------------------- | ----------------------------- |
| Micah Christenson     | Klistan Lawrence       | Antonio Rodríguez Danny Demyanenko | Arthur Szwarc       | Klistan Lawrence Stephen Maar |
| Najlepszy zagrywający | Najlepszy rozgrywający | Najlepszy broniący                 | Najlepszy libero    | Najlepszy odbierający         |
| Miguel López          | Luke Herr              | Hiram Bravo Moreno                 | Hiram Bravo Moreno  | Erik Shoji                    |